# Ed ora... raccomanda l'anima a Dio!
Ed ora... raccomanda l'anima a Dio! è un film del 1968, diretto da Demofilo Fidani.

## Trama
Sulla strada per raggiungere Denwer City, tre stranieri si incontrano quando la diligenza viene assalita: uno dei tre, Steven Cooper, viene a riprendersi i suoi beni, presi da un affarista che gli ha ucciso la famiglia e ha tentato di uccidere anche lui; un altro, Stanley, è in cerca di un tale che gli ha sottratto una grossa quantità di oro; l'ultimo, Sanders è un bandito giramondo, che non disdegna di cacciarsi nei guai ma non sopporta i prepotenti. Praticamente soli (tranne pochissimi abitanti) i tre tolgono di mezzo gli scagnozzi dei padroni del paese, per poi vedersela con i pezzi grossi.
Cooper riavrà ciò che era suo, Stanley otterrà il posto di sceriffo ma non troverà il suo oro, perché Sanders è arrivato prima di lui; ma prima di partire con la diligenza assieme ad una prostituta che si presa una cotta per lui, la consegna a Cooper il quale la restituisce al rassegnato Stanley.